# Octo Octa
Maya Bouldry-Morrison, bekannt unter dem Künstlernamen Octo Octa (geb. 1987 in Chicago), ist eine US-amerikanische House-Produzentin und DJ.

## Leben
Sie wuchs in New Hampshire auf und experimentiert dort in ihrer Jugend mit verschiedenen Formen elektronischer Musik, darunter Drum and Bass und IDM. Als Studentin an der University of New Hampshire gründete sie mit anderen die Dance-Band Horny Vampyre. Unter dem Künstlernamen Octo Octa schuf sie parallel dazu weiterhin experimentelle Musik als Solokünstlerin. 2010 entdeckte sie House-Musik für sich. Im gleichen Jahr zog sie nach Brooklyn.
Der Durchbruch für sie kam 2011, als sie ihre erste EP Let Me See You auf dem in Los Angeles ansässigen House-Label 100% Silk veröffentlichte. Sie wurde zu einer der wichtigsten Künstlerinnen des Labels. Ihren ersten Auftritt in Europa hatte sie in der Panorama Bar in Berlin.
Gemeinsam mit ihrer Partnerin Eris Drew, die sie 2017 kennenlernte, gründete sie 2019 das Label T4T LUV NRG.
2016 hatte sie ihr öffentliches Coming-out als Trans-Person über eine Reportage im Online-Magazin Resident Advisor. Bereits seit 2012, als sie einen Artikel über die Trans-Sängerin Laura Jane Grace von Against Me! im Rolling Stone las, begann sie, ihre Geschlechtsidentität zu erkennen.
Zu ihren Einflüssen zählen das Label Tigerbeat6 und die Musikerin DJ Sprinkles.

## Diskografie

### Alben
- Rough, Rugged, And Raw 100% Silk, 2011
- Between Two Selves 100% Silk, 2013, SILK046
- Where Are We Going? HNYTRX, 2017, HNY-015
- Resonant Body T4T LUV NRG, 2019, T4T002

### Singles und EPs
- Let Me See You 100% Silk, 2011
- LA Vampires 100% Silk, 2012
- Oh Love 100% Silk, 2012
- Cause I Love You 100% Silk, 2014
- Where Did You Go / Through the Haze Argot, 2014
- More Times Running Back, 2015
- Requiem For The Body Stays Underground It Pays, 2015
- Further Trips Deepblak, 2015
- Where Are We Going? HNYTRX, 2017
- My Feelings Toward You Love Notes, 2017
- Frndzne 01 Frendzone!, 2017
- New Paths Argot, 2017
- Aimless Skylax, 2017
- Adrift Honey Soundsystem Records, 2017
- Devotion EP Naive (3), 2018
- For Lovers Technicolour, 2019